# Gongue

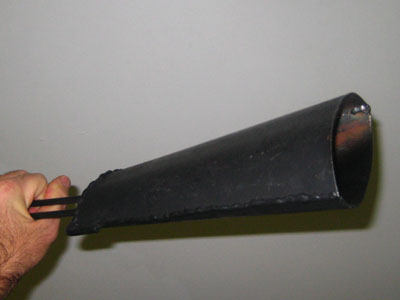
Gonguê

Gongue, portugiesisch Gonguê, ist ein brasilianisches Perkussionsinstrument, dessen Ursprünge in Afrika liegen. Die Gongue ist eine klöppellose Stielhandglocke und entspricht einer Kuhglocke.  Das abgeflachte längliche Instrument ist zwischen 20 und 30 cm lang und besteht aus zirka zwei mm starkem, geschweißtem Eisenblech. Vor allem die großen und bis zu 3 kg schweren Exemplare besitzen einen etwa 50 cm langen Stützfuß aus Metall, mit dem das Instrument einhändig gehalten, und während des Spiels auf der Hüfte abgestützt werden kann. Gespielt wird die Gongue mit der freien Hand mit einem Hartholzschlägel.

## Musik
Typischerweise wird die Gongue in der nordöstlichen brasilianischen Musik gespielt, wo sie den Beat vorgibt und rhythmisch synkopierte Phrasen mit vielen Offbeats und Doubleoffbeats spielt. Auf Grund ihrer Größe hat sie einen tieferen, lauteren und durchdringenderen Klang als andere Perkussionsglocken. Vor allem im brasilianischen Maracatu kann sie sich deshalb auch in einer großen Trommelgruppe als Leitinstrument durchsetzen.